# Team Bath FC
Team Bath Football Club var en engelsk fotbollsklubb anslutet till University of Bath i Bath, Somerset, England. Den bildades 1999 och hemmamatcherna spelades på Twerton Park i Bath. Smeknamnen var The Crescents eller The Scholars.

## Historia
Team Bath grundades 1999 med målsättningen att vara en fullfjädrad fotbollsklubb som lät spelarna kombinera studier med träning på heltid. Klubben gick med i Western Football League och lyckades vinna Division One titeln på första försöket. Två år senare blev man Western League mästare då vann man Premier Division och avancerade upp till Southern Football Leagues Western Division. Där kom man på en sjätte plats, men flyttades ändå upp i Premier Division då The Football Association genomförde en omfattande omstrukturering av National League System (NLS) och bland annat skapade två nya regionala divisioner i Football Conference, (Conference South och Conference North).
Säsongen 2006-07 skulle visa sig framgångsrik för både Team Bath och lokalkonkurrenten Bath City. Den senare gick och vann Southern Football League Premier Division medan Team Bath kom på andra plats och kvalificerade sig för slutspel. Man vann mot Hemel Hempstead i den första matchen, men förlorade mot Maidenhead United med 1-0 i slutspels-finalen. 
Säsongen 2007-08 kom Team Bath återigen på en andra plats, den här gången gick det bättre och man vann över Halesowen Town i slutspels-finalen och avancerade upp till Conference South.
Efter regeländringar 2009 blev det inte längre möjligt för klubben att delta i Football Associations cuptävlingar och det beslutades då att lägga ned verksamheten efter säsongen 2008-09 .

## FA-cupen
I FA-cupen har man vid två tillfällen tagit sig ända till första ordinarie omgången, 2002-03 förlorade man mot Footballs League klubben Mansfield Town med 2-4 och 2007-08 med 0-2 mot Chasetown. 

## Meriter
- Western Football League Premier Division: 2002-03
- Western Football League Division One: 2000-01